# تیلرتاون (میسیسیپی)
تیلرتاون (به انگلیسی: Tylertown) شهرکی در ایالت میسیسیپی کشور ایالات متحده آمریکا است که جمعیت آن در سرشماری سال ۲۰۱۰ میلادی، ۱٬۶۰۹
نفر بوده‌است.